# 天界 (久保田早紀のアルバム)
『天界』（てんかい）は、1980年6月21日にリリースされた久保田早紀（現・久米小百合）の2作目のスタジオ・アルバム。発売元はCBS・ソニー。

## 概要
ファーストアルバム『夢がたり』から僅か6カ月ほどで発売されたセカンドアルバム。″時空を超え、早紀の小宇宙に広がるさまざまな愛″ をテーマにした全10曲が収録されている。「異邦人」の異国情緒的イメージを保ちながら、オカルティズムやサイエンス・フィクションの要素も含み、さらに無限の宇宙へと向かうような楽曲もあり、そのスケールは拡大されている。
ジャケットはレコーディングが行われたCBS・ソニー信濃町スタジオの屋上で明け方に撮影された。幻想的な雰囲気を演出するため、赤や緑のランプを点けたり、スモークを焚いたりしながら進められた。久保田は撮影の間中、台の上に片足で立っていたという。

### セールス
デビューシングル「異邦人」、デビューアルバム『夢がたり』の″異国ロマン″路線を継承したセカンドアルバムであるが、売り上げを大きく落としている。楽曲の完成度は1作目と遜色ないものの、″二番煎じ″に思われたためだと考えられる。

## 収録曲

### LP / CT
| 全作曲: 久保田早紀、全編曲: 萩田光雄。 |                         |                      |            |      |
| #                                      | タイトル                | 作詞                 | 作曲・編曲 | 時間 |
| 1.                                     | 「シャングリラ」        | 山川啓介             | 久保田早紀 | 4:11 |
| 2.                                     | 「天界」                | 久保田早紀           | 久保田早紀 | 3:15 |
| 3.                                     | 「碧の館」              | 久保田早紀           | 久保田早紀 | 4:28 |
| 4.                                     | 「真珠諸島」            | 久保田早紀・山川啓介 | 久保田早紀 | 3:59 |
| 5.                                     | 「アクエリアン･エイジ」 | 久保田早紀           | 久保田早紀 | 5:01 |

| 全作曲: 久保田早紀、全編曲: 萩田光雄。 |                          |                      |            |      |
| #                                      | タイトル                 | 作詞                 | 作曲・編曲 | 時間 |
| 1.                                     | 「葡萄樹の娘」           | 久保田早紀           | 久保田早紀 | 5:28 |
| 2.                                     | 「25時」                 | 久保田早紀・山川啓介 | 久保田早紀 | 3:55 |
| 3.                                     | 「田園協奏曲」           | 久保田早紀・山川啓介 | 久保田早紀 | 3:17 |
| 4.                                     | 「みせかけだけの優しさ」 | 久保田早紀・山川啓介 | 久保田早紀 | 3:20 |
| 5.                                     | 「最終ページ」           | 久保田早紀           | 久保田早紀 | 4:49 |

### CD
| 全作曲: 久保田早紀、全編曲: 萩田光雄。 |                          |                      |            |      |
| #                                      | タイトル                 | 作詞                 | 作曲・編曲 | 時間 |
| 1.                                     | 「シャングリラ」         | 山川啓介             | 久保田早紀 | 4:11 |
| 2.                                     | 「天界」                 | 久保田早紀           | 久保田早紀 | 3:15 |
| 3.                                     | 「碧の館」               | 久保田早紀           | 久保田早紀 | 4:28 |
| 4.                                     | 「真珠諸島」             | 久保田早紀・山川啓介 | 久保田早紀 | 3:59 |
| 5.                                     | 「アクエリアン・エイジ」 | 久保田早紀           | 久保田早紀 | 5:01 |
| 6.                                     | 「葡萄樹の娘」           | 久保田早紀           | 久保田早紀 | 5:28 |
| 7.                                     | 「25時」                 | 久保田早紀・山川啓介 | 久保田早紀 | 3:55 |
| 8.                                     | 「田園協奏曲」           | 久保田早紀・山川啓介 | 久保田早紀 | 3:17 |
| 9.                                     | 「みせかけだけの優しさ」 | 久保田早紀・山川啓介 | 久保田早紀 | 3:20 |
| 10.                                    | 「最終ページ」           | 久保田早紀           | 久保田早紀 | 4:49 |
| 合計時間:                              | 合計時間:                | 合計時間:            | 41:50      |      |

## 参加ミュージシャン
| シャングリラ - Keyboards: 萩田光雄、大谷和夫 - Bass: 長岡道夫 - Drums: 島村英二 - E. Guitar: 芳野藤丸、矢島賢 - F. Guitar: 吉川忠英 - Latin Percussion: 斉藤ノブ - Strings: 多グループ 天界 - Keyboards: 大原繁仁 - E. Guitar: 松原正樹 - Bass: 杉本和弥 - Drums: 島村英二 - Strings: 小林グループ - Latin Percussion: 斉藤ノブ 碧の館 - Gut Guitar: 杉本清志、吉川忠英 - Latin Percussion: 斉藤ノブ 真珠諸島 - Keyboards: 萩田光雄、羽田健太郎、大谷和夫 - Bass: 長岡道夫 - Drums: 市原康 - E. Guitar: 芳野藤丸 - Strings: 多グループ - Clarinet: 村岡健、清水万季夫 - Trumpets: 数原晋グループ アクエリアン・エイジ - Keyboards: 萩田光雄、大谷和夫 - Bass: 長岡道夫 - Drums: 島村英二 - E. Guitar: 芳野藤丸、矢島賢 - F. Guitar: 吉川忠英 - Latin Percussion: 斉藤ノブ | 葡萄樹の娘 - Keyboards: 大谷和夫、羽田健太郎 - Bass: 長岡道夫 - Drums: 市原康 - E. Guitar: 芳野藤丸、矢島賢 - F. Guitar: 吉川忠英 - Latin Percussion: 斉藤ノブ - Strings: 多グループ 25時 - Keyboards: 栗林稔 - Bass: 岡沢章 - Drums: 市原康 - E. Guitar: 矢島賢 - F. Guitar: 吉川忠英 - Latin Percussion: 斉藤ノブ - Strings: 多グループ - Harp: 山川恵子 田園協奏曲 - Keyboards: 大谷和夫 - Strings: 多グループ みせかけだけの優しさ - Keyboards: 大原繁仁 - Bass: 杉本和弥 - Drums: 島村英二 - E. Guitar: 松原正樹 - F. Guitar: 吉川忠英 - Strings: 小林グループ - E.Violin Solo: 加藤高志 最終ページ - Keyboards: 富樫春生 - Bass: 杉本和弥 - Drums: 市原康 - E. Guitar: 矢島賢 - F. Guitar: 吉川忠英 - Strings: 多グループ |

## 発売履歴
| 発売日        | レーベル        | 規格         | 規格品番   | 備考                                   |
| ------------- | --------------- | ------------ | ---------- | -------------------------------------- |
| 1980年6月21日 | CBSソニー       | LP           | 27AH 1011  |                                        |
| 1980年6月21日 | CBSソニー       | CA           | 27KH 798   |                                        |
| 1991年6月15日 | CBSソニー       | CD           | SRCL-1862  | CD選書シリーズ。                       |
| 2007年5月9日  | GT Music        | CD           | MHCL 1064  | 2007年リマスター版、紙ジャケット仕様。 |
| 2013年4月10日 | GT Music        | Blu-spec CD2 | MHCL 30044 | 名盤復刻シリーズ、2013年リマスター版。 |
| 2020年1月31日 | Sony Music Shop | Blu-spec CD2 | DQCL-772   | 2019年リマスター版、紙ジャケット仕様。 |